# Varese Sportiva 1943-1944
Questa voce raccoglie le informazioni riguardanti  la Varese Sportiva nelle competizioni ufficiali della stagione 1943-1944.

## Rosa
| N. |                   | Ruolo | Calciatore         |
| -- | ----------------- | ----- | ------------------ |
|    | Italia (bandiera) | C     | Giuseppe Arezzi    |
|    | Italia (bandiera) | D     | Enrico Boniforti   |
|    | Italia (bandiera) | P     | Luigi Diamante     |
|    | Italia (bandiera) | C     | Vittorio Ghirlanda |
|    | Italia (bandiera) | C     | Ettore Mazzotti    |
|    | Italia (bandiera) | A     | Giuseppe Meazza    |
|    | Italia (bandiera) | C     | Angelo Meroni      |

| N. |                   | Ruolo | Calciatore             |
| -- | ----------------- | ----- | ---------------------- |
|    | Italia (bandiera) | A     | Valeriano Ottino       |
|    | Italia (bandiera) | A     | Mario Panagini         |
|    | Italia (bandiera) | D     | Leandro Remondini      |
|    | Italia (bandiera) | C     | Oscar Santini          |
|    | Italia (bandiera) | D     | Andrea Signoretto      |
|    | Italia (bandiera) | C     | Angelo Turconi         |
|    | Italia (bandiera) | C     | Riccardo Alberto Villa |

## Risultati

### Divisione Nazionale

#### Campionato lombardo

##### Girone di andata
| Arbitro: | Carpani (Milano) |

|             |           |                   |
| Ganelli 16’ | Marcatori | 18’ (rig.) Meazza |

| Arbitro: | Massironi (Milano) |

|                              |           |  |
| Meroni 43’ Meazza 78’ (rig.) | Marcatori |  |

| Arbitro: | Carpani (Milano) |

|                                          |           |                                   |
| Ottino 26’ Meazza 55’ (rig.) Turconi 85’ | Marcatori | 49’ Antorri 60’ Capra 86’ Granata |

| Arbitro: | Cipriani (Milano) |

|                                            |           |            |
| Andreis 7’ Gei 41’ Messora 64’ Rebuzzi 89’ | Marcatori | 37’ Meazza |

| Arbitro: | Valsecchi (Milano) |

|               |           |  |
| Boniforti 16’ | Marcatori |  |

| Milano 20 febbraio 1944 6ª giornata | Milano           | 0 – 0 referto | Varese | \| Arbitro: \| Camiolo (Milano) \| |
| Arbitro:                            | Camiolo (Milano) |               |        |                                    |

| Arbitro: | Marchetti (Milano) |

|                              |           |  |
| Santini 14’ Turconi 17’, 43’ | Marcatori |  |

##### Girone di ritorno
| Arbitro: | Magnoni (Milano) |

|                                                                        |           |                                   |
| Boniforti 9’ Ghirlanda 30’, 51’, 69’, 88’ Meazza 38’ (rig.) Arezzi 62’ | Marcatori | 68’ (rig.) Barbieri 82’ Cadregari |

| Arbitro: | Ricci (Crema) |

|                                |           |               |
| Mascheroni ?’, 89’ Colombi 62’ | Marcatori | 69’ Boniforti |

| Arbitro: | Massironi (Milano) |

|               |           |               |
| Bandirale 76’ | Marcatori | 68’ Ghirlanda |

| Arbitro: | Camiolo (Milano) |

|  |           |            |
|  | Marcatori | 7’ Rebuzzi |

| Arbitro: | Carpani (Milano) |

|                                     |           |  |
| Milani 33’ Cominelli 88’ Gritti 89’ | Marcatori |  |

| Arbitro: | Carpani (Milano) |

|                        |           |           |
| Arezzi 42’ Turconi 60’ | Marcatori | 40’ Penzo |

| Arbitro: | Carpani (Milano) |

|             |           |                                            |
| Carrara 16’ | Marcatori | 23’, 44’ Meazza 26’ Panagini 31’ Ghirlanda |

##### Spareggio
| Arbitro: | Carpani (Milano) |

|  |           |             |
|  | Marcatori | 111’ Ottino |

#### Semifinali interzonali - girone A

##### Girone di andata
| Arbitro: | Massironi (Milano) |

|                           |           |                          |
| Turconi 24’ Ghirlanda 35’ | Marcatori | 53’ Gaddoni 80’ Candiani |

| Arbitro: | Zavattaro (Casale Monferrato) |

|                        |           |           |
| Ferraris 48’ Piola 79’ | Marcatori | 8’ Ottino |

| Arbitro: | Bergomi (Milano) |

|                           |           |           |
| Ghirlanda 25’ Turconi 90’ | Marcatori | 71’ Borel |

##### Girone di ritorno
| Arbitro: | Cipriani |

|                                |           |  |
| Cominelli 7’, 49’ Candiani 79’ | Marcatori |  |

| Arbitro: | Camiolo (Milano) |

|  |           |                                                                        |
|  | Marcatori | 4’ (aut.) Boniforti 39’, 71’ Ossola 56’ Ferraris 85’ Piola 88’ Mazzola |

| Arbitro: | Silvano (Torino) |

|                                                          |           |               |
| Sentimenti IV 6’ Bo 9’, 56’, 76’ Sentimenti III 30’, 54’ | Marcatori | 74’ Boniforti |